# كتاب التوفيقات الالهامية
كتاب التوفيقات الإلهامية في مقارنة التواريخ الهجرية بالسنين الإفرنكية والقبطية هو كتاب من تأليف محمد مختار باشا، يتناول فيه مقارنة التواريخ الهجرية بالسنين الميلادية (الإفرنكية) والقبطية، ويعد من أوائل الكتب التي سعت إلى توحيد طرق حساب التواريخ المختلفة بدقة علمية.

## محتوى الكتاب
يقدم محمد مختار باشا في هذا الكتاب جداول دقيقة لمقارنة التواريخ الهجرية والميلادية والقبطية، موضحًا الفرق بين هذه التقاويم وكيفية التحويل بينها. يعتمد في عمله على أسس رياضية وفلكية دقيقة، مما يجعله مرجعًا هامًا للباحثين والمؤرخين.

## أهمية الكتاب
يُعد هذا الكتاب من المراجع الأساسية في مجال التأريخ والتقاويم، حيث يساعد الباحثين في تفسير الوثائق التاريخية التي تعتمد على أنظمة تقويم مختلفة. كما يسهم في تسهيل عملية التحويل بين التواريخ، مما يجعله أداة مفيدة في الدراسات التاريخية والفلكية.

## مؤلف الكتاب
مؤلف الكتاب هو محمد مختار باشا، وهو عالم ومؤرخ مصري بارز في القرن التاسع عشر، اهتم بالعلوم الفلكية والجغرافية.